# Bergknappensiedlung (Gemeinde Höflein an der Hohen Wand)
Die Bergknappensiedlung ist eine Siedlung in der Gemeinde Höflein an der Hohen Wand in Niederösterreich und liegt innerhalb des Ortsverbandes von Oberhöflein einen Kilometer außerhalb zwischen Oberhöflein und Rothengrub am Südhang des Kienberges. Entstanden ist die Siedlung im ausgehenden 19. Jahrhundert für Arbeiter des Höfleiner Kohlebergbaus und der nachgelagerten Brikettfabrik und wurde nach dem Zweiten Weltkrieg erweitert. Der Kohlebergbaubetrieb wurde 1967 geschlossen. Die Siedlung besteht aus mehreren Wohnblöcken in drei Reihen in Hanglage, die zuletzt in den 2000er Jahren saniert wurden. Dank der guten Infrastrukturanbindung wurde die Siedlung rings durch zahlreiche Einfamilienhäuser erweitert.